# سيتو ألونسو
سيتو ألونسو (بالإسبانية: Sito Alonso)‏ هو مدرب كرة سلة إسباني، ولد في 4 ديسمبر 1975 في مدريد في إسبانيا.

## وصلات خارجية
- سيتو ألونسو على موقع الدوري الإسباني لكرة السلة (الإسبانية)

- الموقع الرسمي